# Четырёхтактный двигатель
Четырёхтактный двигатель — поршневой двигатель внутреннего сгорания, в котором рабочий процесс в каждом из цилиндров совершается за два оборота коленчатого вала, то есть за четыре хода поршня (такта). Начиная с середины XX века — наиболее распространённая разновидность поршневого ДВС, особенно в двигателях средней и небольшой мощности (тяжелые двигатели ради высокой удельной мощности выполняются двухтактными).

## История
Четырёхтактный двигатель впервые был запатентован Алфоном де Роше в 1861 году. До этого около 1854—1857 годов два итальянца (Евгенио Барсанти и Феличе Матоцци) изобрели двигатель, который, по имеющейся информации, мог быть очень похож на четырёхтактный двигатель, однако тот патент был утерян.
Первым человеком, построившим первый практически используемый четырёхтактный двигатель, был немецкий инженер Николаус Отто. Поэтому четырёхтактный цикл известен как цикл Отто, а четырёхтактный двигатель, использующий свечи зажигания, называется двигателем Отто.

## Общие принципы 4-тактного цикла

Работа четырёхтактного двигателя в разрезе. Цифрами обозначены такты

Рабочий цикл четырёхтактного двигателя состоит из четырех тактов, каждый из которых представляет один ход поршня между мертвыми точками, при этом двигатель проходит следующие фазы:
- Впуск. Длится от 0 до 180° поворота кривошипа. При впуске поршень движется вниз от верхней мертвой точки, открыт впускной клапан. В цилиндре образуется разрежение, за счёт которого в него засасывается свежий заряд. При наличии нагнетателя смесь нагнетается в цилиндр под давлением.
- Такт сжатия. 180—360° поворота кривошипа. Поршень движется к ВМТ, при этом заряд сжимается поршнем до давления степени сжатия. За счёт сжатия достигается бо́льшая удельная мощность, чем могла бы быть у двигателя, работающего при атмосферном давлении (такого как двигатель Ленуара), за счёт того, что в небольшом объёме заключен весь заряд рабочей смеси. Кроме того, повышение степени сжатия позволяет увеличить КПД двигателя. В двигателях Отто любой конструкции сжимается горючая смесь, в дизелях — чистый воздух.

В конце такта сжатия происходит зажигание заряда в двигателях Отто или начало впрыска топлива в двигателях Дизеля.
- Рабочий ход 360—540° кривошипа — движение поршня в сторону нижней мёртвой точки под давлением горячих газов, передаваемого поршнем через шатун коленчатому валу. На коленчатый вал насажен маховик, обеспечивающий равномерное вращение и работу остальных тактов по инерции. В двигателе Отто при этом происходит процесс изохорного расширения, в дизеле за счёт продолжающегося горения рабочей смеси подвод теплоты продолжается столько, сколько длится впрыск порции топлива. Поэтому сгорание в дизеле обеспечивает процесс, близкий к адиабатному, расширение происходит при одинаковом давлении.
- Выпуск. 540—720° поворота кривошипа — очистка цилиндра от отработавшей смеси. Выпускной клапан открыт, поршень движется в сторону верхней мёртвой точки, вытесняя отработавшие газы[1] из цилиндра в атмосферу.

### Фазы работы

Круговая диаграмма фаз работы 4-тактного двигателя с искровым зажиганием (например, бензинового)
1=верхняя мёртвая точка
2=нижняя мёртвая точка
A: фаза впуска
B: фаза сжатия
C: фаза рабочего хода
D: фаза выпуска

В реальных двигателях фазы газораспределения подбираются таким образом, чтобы учитывалась инерция газовых потоков и геометрия трактов впуска и выпуска. Как правило, начало впуска опережает ВМТ от 15 до 25°, конец впуска отстает примерно на столько же от НМТ, так как инерция потока газов обеспечивает лучшее заполнение цилиндра. Выхлопной клапан опережает НМТ рабочего хода на 40 — 60°, при этом давление сгоревших газов к НМТ падает и противодавление на поршень при выхлопе оказывается ниже, что повышает КПД. Закрытие выхлопного клапана также относится за ВМТ впуска для более полного удаления выхлопных газов. Так как процесс горения и распространение фронта пламени в двигателях Отто требуют определенного времени, зависящего от режима работы двигателя, а максимальное давление из соображений геометрии кривошипно-шатунного механизма желательно иметь от 40 до 45° от ВМТ начала рабочего хода, зажигание осуществляется с опережением — от 2 — 8° на холостом ходу до 25 — 30° на режимах полной нагрузки.
Рабочий процесс дизельного двигателя отличается от описанного выше тем, что заряд в камере сгорания — чистый воздух, нагретый от сжатия до температуры воспламенения. За некоторое время до ВМТ, называемое временем инициации, в камеру сгорания начинает впрыскиваться жидкое топливо, распыленное до капель, каждая из которых подвергается инициации, то есть нагревается, испаряясь с поверхности, при испарении вокруг каждой из капель образуется и воспламеняется в горячем воздухе горючая смесь. Время инициации для каждого дизеля стабильно, зависит от особенностей конструкции и изменяется только с его изнашиванием, поэтому, в отличие от момента зажигания, момент впрыска в дизеле задается раз и навсегда при его конструировании и изготовлении. Так как смесь во всем объёме камеры сгорания в дизеле не образуется, а факел распыла форсунки занимает небольшой объём камеры, количество воздуха на каждый объём впрыснутого топлива должно быть избыточным, в противном случае процесс горения протекает не до конца, а выхлопные газы содержат большое количество недогоревшего углерода в виде сажи. Само горение длится столько времени, сколько длится впрыскивание данной конкретной порции топлива — от нескольких градусов после ВМТ на холостом ходу до 45-50° на режимах полной мощности. В мощных дизелях цилиндр может снабжаться несколькими форсунками.

### Главные особенности
- Газообмен в цилиндре практически полностью обеспечивается перемещением рабочего поршня;
- Для переключения полости цилиндра на впуск и на выхлоп используется отдельный газораспределительный механизм;
- Каждая фаза газообмена выполняется во время отдельного полуоборота коленчатого вала;
- Привод систем газораспределения, зажигания и впрыска топлива должен вращаться с частотой вдвое меньшей, чем частота вращения коленчатого вала двигателя. Для этого могут применяться как шестерёнчатые редукторы, так цепная или ременная передача.

## Конструктивная специфика 4-тактного двигателя

### Газораспределительный механизм
Газораспределительный механизм (далее — ГРМ) является неотъемлемым элементом конструкции любого 4-тактного двигателя. Общего вида не имеет. Может быть клапанным или гильзовым. В любом случае, независимо от своей конструкции, отвечает за фазы газорапределения (газообмен при смене тактов).

#### ГРМ клапанного типа
Основой ГРМ данного типа являются тарельчатые клапана. В общем случае состоит из: распределительного кулачкового вала с механическим приводом от коленчатого вала и передаточным отношением 2:1 (один оборот распредвала на два оборота коленвала); тарельчатых клапанов с механическим приводом от кулачков распредвала; некоего механизма передачи поступательного движения на клапаны от кулачков распредвала для открытия клапанов; некоего устройства возврата клапанов в закрытое положение.
Может быть выполнен по нетрадиционным схемам: посредством гидрообъёмного привода или посредством электрического привода.

#### ГРМ гильзового типа
Основой ГРМ данного типа являются золотниковые клапаны. В общем случае состоит из: цилиндрических гильзовых золотников; механического привода вращения или возвратно-поступательного движения золотников от коленвала двигателя.

### Специфика системы смазки и охлаждения
Работа ДВС сопровождается выделением значительного количества теплоты из-за высоких температур рабочих газов и существенных контактных напряжений в трущихся деталях. Поэтому для обеспечения работы двигателя детали, образующие пары трения, необходимо охлаждать и смазывать, а из зазоров между ними вымывать продукты механического износа. Смазывающее масло, помимо обеспечения масляного клина в зазорах, отводит значительное количество тепла от нагруженных трущихся поверхностей. Для охлаждения гильз цилиндров и элементов головки двигателя дополнительно используется система принудительного охлаждения, которая может быть жидкостной и воздушной.
Система смазки двигателя состоит из ёмкости с маслом, в таком качестве часто используется поддон картера — в системе с масляным картером или отдельный масляный бак — в системе с сухим картером. Из ёмкости масло засасывается масляным насосом, шестерёнчатым или, реже, коловратным, и по каналам поступает под давлением к па́рам трения. В системе с масляным картером гильзы цилиндров и некоторые второстепенные детали смазываются разбрызгиванием, системы с сухим картером предусматривают наличие специальных лубрикаторов, обеспечивающих смазку и охлаждение этих же деталей. В двигателях средней и большой мощности в систему смазки включаются элементы масляного охлаждения поршней в виде залитых в донышки змеевиков или специальных форсунок, обливающих днище поршня со стороны картера. Как правило, система смазки содержит один или несколько фильтров для очистки масла от продуктов износа пар трения и осмоления собственно масла. Фильтры используются либо с картонной шторкой с определённой степенью пористости, либо центробежные. Для охлаждения масла часто применяют воздушно-масляные радиаторы или водомасляные теплообменники.
Система воздушного охлаждения в простейшем случае представлена просто массивным оребрением цилиндров и головок. Набегающий поток воздуха снаружи и масло изнутри охлаждает двигатель. Если обеспечить теплоотвод набегающим потоком невозможно, в систему включается вентилятор с воздуховодами. Наряду с таким неоспоримыми достоинствами, как простота двигателя и относительно высокая живучесть в неблагоприятных условиях, а также относительно меньшая масса, воздушное охлаждение имеет серьёзные недостатки:
— большое количество воздуха, продувающего двигатель, несёт большое количество пыли, которая оседает на оребрении, особенно при подтекании масла, неизбежном в эксплуатации, в результате эффективность охлаждения резко снижается;
— невысокая теплоёмкость воздуха заставляет продувать через двигатель существенные его объёмы, для чего требуется существенный отбор мощности для работы вентилятора охлаждения;
— форма деталей двигателя плохо соответствует условиям хорошего обтекания воздушным потоком, в связи с чем добиться равномерного охлаждения элементов двигателя очень трудно; из-за разницы рабочих температур в отдельных элементах конструкции возможны большие термические напряжения, что снижает долговечность конструкции.
Поэтому воздушное охлаждение применяется в ДВС нечасто и, как правило, либо на дешевых конструкциях, либо в тех случаях, когда работа двигателя протекает в особых условиях. Так, на транспортёре переднего края ЗАЗ-967 используется двигатель с воздушным охлаждением МеМЗ-968, отсутствие водяной рубашки, рукавов и радиатора охлаждения повышает живучесть транспортёра в условиях поля боя.
Жидкостное охлаждение имеет ряд преимуществ и применяется на ДВС в большинстве случаев.
Преимущества:
— высокая теплоёмкость жидкости способствует быстрому и эффективному отводу тепла из зон теплообразования;
— гораздо более равномерное теплораспределение в элементах конструкции двигателя, что существенно снижает тепловые напряжения;
— использование жидкостного охлаждения позволяет быстро и эффективно регулировать поток тепла в системе охлаждения и, стало быть, быстрее и гораздо равномернее, чем в случае с воздушным охлаждением, прогревать двигатель до температур рабочего диапазона;
— жидкостное охлаждение позволяет увеличивать как линейные размеры деталей двигателя, так и его теплонапряжённость за счёт высокой эффективности теплоотведения; поэтому все средние и крупные двигатели имеют жидкостное охлаждение, за исключением ПДП-двухтактных двигателей, у которых зона продувочных окон гильз охлаждается продувочным воздухом из соображений компоновки;
— специальная форма водо-воздушного или водо-водяного теплообменника позволяет максимально эффективно передавать тепло двигателя в окружающую среду.
Недостатки водяного охлаждения:
— повышение веса и сложность конструкции двигателя из-за наличия водяной рубашки;
— наличие теплообменника/радиатора;
— снижение надёжности агрегата из-за наличия стыков рукавов, шлангов и патрубков с возможными течами жидкости;
— обязательное прекращение работы двигателя при потере хотя бы части охлаждающей жидкости.
Современные системы жидкостного охлаждения используют в качестве теплоносителя специальные антифризы, не замерзающие при низких температурах и содержащие пакеты присадок разного назначения — ингибиторы коррозии, моющие, смазывающие, антипенные, а иногда и герметизирующие места возможных течей. С целью повышения КПД двигателя системы герметизируют, при этом повышая рабочий диапазон температур к области кипения воды. Такие системы охлаждения работают при давлении выше атмосферного, их элементы рассчитаны на поддержание повышенного давления. Этиленгликолевые антифризы имеют высокий коэффициент объёмного расширения. Поэтому в таких системах часто применяются отдельные расширительные бачки или радиаторы с увеличенными верхними бачками.
С целью стабилизации рабочей температуры и для ускорения прогрева двигателя в системы охлаждения устанавливают термостаты. Для воздушного охлаждения термостат — сильфон, заполненный церезином или этиловым спиртом в сочетании с обоймой и системой рычагов, поворачивающих заслонки, обеспечивающие переключение и распределение воздушных потоков. В системах жидкостного охлаждения точно такой же термоэлемент осуществляет открытие клапана или переключение системы клапанов, направляющих жидкость либо в радиатор, либо в специальный канал, обеспечивающий циркуляцию нагреваемой жидкости и равномерное прогревание двигателя.
Радиатор или теплообменник охлаждения имеет вентилятор, продувающий через него поток атмосферного воздуха, с гидростатическим или электрическим приводом.

## Баланс энергии
Двигатели Отто имеют термический КПД около 40 %, что с механическими потерями дает фактический КПД от 25 до 33%.
Современные двигатели могут иметь уменьшенный КПД для удовлетворения высоких экологических требований.
КПД ДВС можно повысить с помощью современных систем процессорного управления топливоподачей, зажиганием и фазами газораспределения. Степень сжатия современных двигателей, как правило, имеет значения, близкие к предельным (спорный момент, см. Цикл Миллера).

## Факторы, влияющие на мощность двигателя
Мощность поршневого двигателя зависит от объёма цилиндров, объёмным КПД, потерь энергии — газодинамических, тепловых и механических, степени сжатия топливо-воздушной смеси, содержания кислорода в воздухе и частоты вращения. Мощность двигателя зависит также от пропускной способности трактов всасывания и выхлопа, а значит, от их проходных сечений, длины и конфигурации каналов, а также от диаметров клапанов, больше впускных. Это справедливо для любых поршневых двигателей. Максимальный момент ДВС достигается при наивысшем наполнении цилиндров. Частота вращения коленвала в конечном счёте ограничена прочностью материалов и свойствами смазки. Клапана, поршни и коленчатые валы испытывают больши́е динамические нагрузки. На высоких оборотах двигателя могут происходить физические повреждения поршневых колец, механический контакт клапанов с поршнями, что приводит к разрушению двигателя. Поршневые кольца вертикально колеблются в канавках поршней. Эти колебания ухудшают уплотнение между поршнем и гильзой, что приводит к потере компрессии, падении мощности и КПД в целом. Если коленвал вращается слишком быстро, клапанные пружины не успевают достаточно быстро закрывать клапана. Это может привести к контакту поршней с клапанами и вызывать серьёзные повреждения, поэтому на скоростных спортивных двигателях используют привод клапанов без возвратных пружин. Так, «Даймлер-Бенц» серийно выпускает моторы с десмодромным управлением клапанами (с двойными кулачками, один открывает клапан, другой прижимает его к седлу), БМВ использует электромагнитное управление клапанами. На высоких скоростях ухудшаются условия работы смазки во всех парах трения.
Совокупно с потерями на преодоление инерции возвратно-поступательно движущихся элементов ЦПГ, это ограничивает среднюю скорость поршней большинства серийных двигателей 10 м/с.

## Применение
Четырёхтактные двигатели могут быть как бензиновыми, так и дизельными. Они находят самое широкое применение в качестве первичных двигателей на стационарных и транспортных энергоустановках.
Как правило, четырёхтактные двигатели используются в тех случаях, когда имеется возможность более или менее широко варьировать соотношение оборотов вала со снимаемой мощностью и крутящим моментом либо тогда, когда это соотношение не играет роли при работе машины. Например, двигатель, нагруженный электрогенератором, в принципе может иметь любую рабочую характеристику и согласуется с нагрузкой только по рабочему диапазону оборотов, которые в принципе могут быть любыми, приемлемыми для генератора. Использование промежуточных передач вообще делает четырёхтактный двигатель более адаптированным к нагрузкам в самых широких пределах. Они же являются более предпочтительными в тех случаях, когда установка длительное время работает вне установившегося режима — благодаря более совершенной газодинамике их работа в переходных режимах и режимах со снятием частичной мощности оказывается более устойчивой.
При работе на вал в заданном диапазоне оборотов, особенно тихоходный (гребной вал теплохода), предпочтительнее использование двухтактных двигателей, как имеющих более выгодные массово-мощностные характеристики на низких оборотах.